# Smelowskia parryoides
Smelowskia parryoides är en korsblommig växtart som först beskrevs av Adelbert von Chamisso, och fick sitt nu gällande namn av Nicholas Vladimir Polunin. Smelowskia parryoides ingår i släktet Smelowskia och familjen korsblommiga växter. Inga underarter finns listade i Catalogue of Life.